# Liste von Söhnen und Töchtern der Stadt Goiânia
Die Liste von Söhnen und Töchtern der Stadt Goiânia zählt Personen auf, die im Munizip der Hauptstadt Goiânia des brasilianischen Bundesstaates Goiás geboren wurden und in der deutschsprachigen Wikipedia mit einem Artikel vertreten sind. Die Liste erhebt keinen Anspruch auf Vollständigkeit.

## 20. Jahrhundert

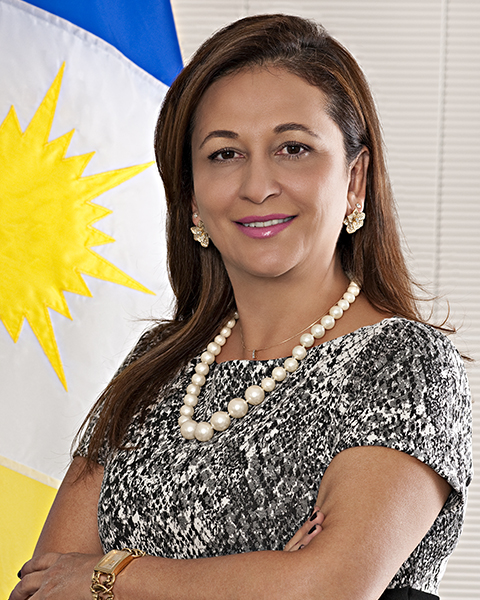
Kátia Abreu
(* 1962)

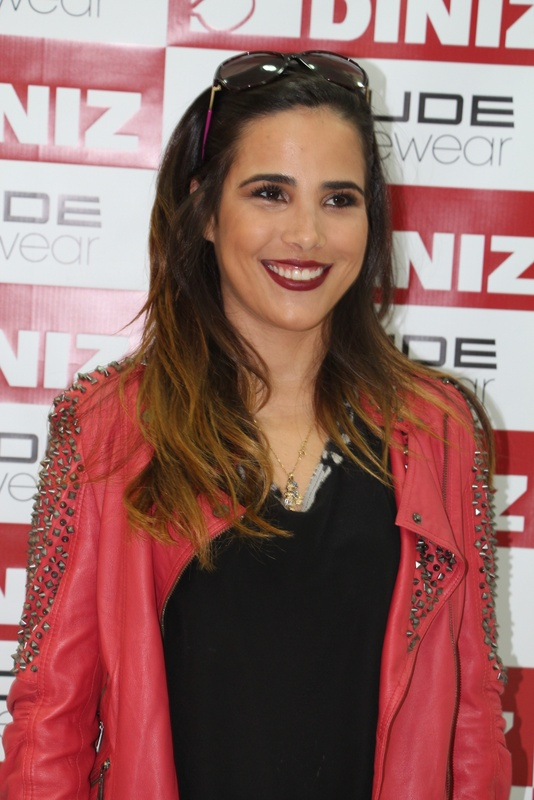
Wanessa
(* 1982)

- Baltazar Maria de Moráis Junior (* 1959), Fußballspieler
- Kátia Abreu (* 1962), Politikerin
- Carlos Alberto Franco França (* 1964), Diplomat und Außenminister Brasiliens
- Dorinha Rezende (* 1964), Politikerin
- Nildo Viana (* 1965), Soziologe und Philosoph
- Wanderley Magalhães Azevedo (1966–2006), Automobilrennfahrer
- Leonardo Manzi (* 1969), Fußballspieler
- Túlio Humberto Pereira da Costa (* 1969), Fußballspieler
- Júlio César Souza de Jesus (* 1971), römisch-katholischer Geistlicher, Bischof von Floriano
- Jorginho (* 1977), Fußballspieler
- Fernandão Lúcio da Costa (1978–2014), Fußballspieler und -trainer
- Carlos Jayme (* 1980), Schwimmer
- Adriano Pimenta (* 1982), Fußballspieler
- Wanessa (* 1982), Popsängerin, Tänzerin, Model und Songwriterin
- Roberto de Souza (* 1985), Fußballspieler
- Willian José de Souza (* 1986), Fußballspieler
- Mateus Gandara (1986–2015), Zeichner
- Felipe Menezes (* 1988), Fußballspieler
- Wendell Lira (* 1989), Fußballspieler
- Alok (* 1991), DJ
- Bruno Henrique (* 1992), Fußballspieler
- Eduardo Pereira Rodrigues (* 1992), Fußballspieler
- Diogo Villarinho (* 1994), Schwimmer
- Arthur (* 1996), Fußballspieler